# Uramba triangulifera
Uramba triangulifera là một loài chân đều trong họ Porcellionidae. Loài này được Budde-Lund miêu tả khoa học năm 1910.